# Europejskie Igrzyska Halowe w Lekkoatletyce 1967 – sztafeta 4 × 1 okrążenie kobiet
Sztafeta 4 × 1 okrążenie kobiet – jedna z konkurencji biegowych rozgrywanych podczas lekkoatletycznych europejskich igrzysk halowych w hali Sportovní hala w Pradze. Eliminacje zostały rozegrane 11 marca, a bieg finałowy 12 marca 1967. Długość jednego okrążenia wynosiła 160 metrów. Zwyciężyła reprezentacja Związku Radzieckiego. Tytułu z poprzednich igrzysk nie obroniła sztafeta Republiki Federalnej Niemiec, która w finale została zdyskwalifikowana.

## Rezultaty

### Eliminacje
Rozegrano 2 biegi eliminacyjne, do których przystąpiło 6 zespołów. Awans do finału dawało zajęcie jednego z pierwszych dwóch miejsc w swoim biegu (Q).
Opracowano na podstawie materiału źródłowego.
Bieg 1
| Miejsce | Reprezentacja | Zawodniczki                                                           | Czas   | Uwagi |
| ------- | ------------- | --------------------------------------------------------------------- | ------ | ----- |
| 1       | RFN           | Hannelore Trabert, Jutta Stöck, Erika Rost, Heide Rosendahl           | 1:14,0 | Q     |
| 2       | ZSRR          | Galina Bucharina, Wałentyna Bolszowa, Tatjana Tałyszewa, Wira Popkowa | 1:14,5 | Q     |
| 3       | Węgry         | Margit Nemesházi, Györgyi Balogh, Erzsébet Bartos, Annamária Tóth     | 1:15,7 |       |

Bieg 2
| Miejsce | Reprezentacja  | Zawodniczki                                                       | Czas   | Uwagi |
| ------- | -------------- | ----------------------------------------------------------------- | ------ | ----- |
| 1       | NRD            | Regina Höfer, Petra Zörner, Renate Meißner, Brigitte Geyer        | 1:13,4 | Q     |
| 2       | Czechosłowacja | Eva Putnová, Vlasta Seifertová, Eva Kucmanová, Eva Lehocká        | 1:14,7 | Q     |
| 3       | Jugosławia     | Ika Maričić, Jelisaveta Đanić, Marijana Lubej, Ljiljana Petnjarić | 1:15,1 |       |

### Finał
Opracowano na podstawie materiału źródłowego.
| Miejsce | Reprezentacja  | Zawodniczki                                                           | Czas   |
| ------- | -------------- | --------------------------------------------------------------------- | ------ |
| 1       | ZSRR           | Wałentyna Bolszowa, Galina Bucharina, Tatjana Tałyszewa, Wira Popkowa | 1:12,4 |
| 2       | Czechosłowacja | Eva Putnová, Vlasta Seifertová, Eva Kucmanová, Eva Lehocká            | 1:14,0 |
| 3       | NRD            | Regina Höfer, Petra Zörner, Renate Meißner, Brigitte Geyer            | 1:14,1 |
| –       | RFN            | Hannelore Trabert, Jutta Stöck, Erika Rost, Heide Rosendahl           | DQ     |